# Bâton de combat
Le bâton de combat, bâton fédéral ou bâton français est une technique de combat associée à la fédération de boxe française et disciplines associées. Elle est parfois qualifiée d'art martial français, notamment du fait de sa codification.

## Historique
L'utilisation du bâton en France est attestée dès le Moyen Âge. On en retrouve des traces écrites dès 1205, l'un des mandements de Philippe Auguste codifiant sa longueur ; il était à l'époque utilisé par les roturiers lors des duels judiciaires. Comme l'attestent les écrits de maîtres d'armes, diverses pratiques du bâton sont formalisées selon les régions : jeu du bâton à deux bouts (ferré aux deux extrémités) à la fin du XVe siècle à Mazan, pratique du bâton en Bretagne, probablement liée au penn bazh, et peut-être venue de Grande-Bretagne, et qui pourrait être apparentée au shillelagh. 
Étroitement lié à l'histoire de la savate ou boxe française, ce sport apparaît au XIXe siècle. La canne est associée aux bourgeois des villes et le bâton aux paysans des campagnes. Cette technique fut popularisée dans la série Chapeau melon et bottes de cuir par le personnage John Steed, qui se battait avec sa canne selon cette technique (méthode dite « méthode Lafond »). Concernant la codification en tant que « sport » de combat, elle date de 1978 et provient de l'immense travail de codification effectué par Maurice Sarry. La canne de combat, ou « canne d'arme » ou encore « canne française » désigne particulièrement cette approche sportive. 
Le terme « bâton de combat », quant à lui, est un peu plus proche des notions de défense personnelle et est en général pratiqué par des professionnels du combat. 
Cela n'est pas le cas avec le « bâton français », qui est plus une forme d'échange avec un partenaire qu'un assaut au sens « combat ». Le bâton mesure en général 1,4 m (châtaignier) tandis que la canne, elle, mesure 95 cm (châtaignier).

## Techniques
Pour le bâton fédéral,
Le bâton se tient à deux mains, les pouces dirigés l'un vers l'autre, au bout du bâton, avec un espace d'environ 20 à 30 cm entre les deux pouces. La main placée la plus proche du bout du bâton est la main directrice. C'est elle qui dirige le bâton, tandis que la seconde sert de soutien et accompagne le mouvement du bâton. En position de garde, le pied opposé à la main directrice est en avant.
On retrouve les 6 coups codifiés de la canne de combat:
- brisé (coup donné en tête) et son pendant : l'enlevé
- latéral extérieur et son pendant : le latéral croisé
- croisé tête
- croisé jambe

Il existe également des coups particuliers appelés « coulissés », où on écarte les mains le long du bâton en armant le coup au niveau des hanches, et où on les rejoint ensuite à un bout en donnant une trajectoire circulaire dans un plan vertical ou horizontal à l'autre.
En bâton, on privilégie l'aspect artistique de la pratique, au détriment de la volonté de « touche », car la dangerosité de l'arme est réelle (son poids est d'environ 400 grammes).
La façon de réaliser ces coups est différente entre le bâton de Joinville et le bâton fédéral.

## Variantes

### Bâton italien
Il existe également une tradition italienne du bâton de combat qui est relativement attachée à la culture régionale. On distingue ainsi différentes "traditions":
- Bâton sicilien : art ancien issu des bergers et destiné à attaquer et se défendre contre des brigands.
- Bâton genevois : art pratiqué avec une arme courte de 90 cm env. ou longue de 120-130 cm en rotin connu pour sa capacité à ne pas faire d'écharde.
- Bâton apulien : art dont la pratique est similaire au bâton sicilien mais avec une arme de 4 pieds de long et plus lourde.
- Bâton napolitain : appelé communément verra est une arme large de 4-5 cm et longue de 160 cm habituellement en châtaignier. L'art serait né de l'obligation de défense envers l'envahisseur sarrasin et aurait été interdit à la suite de la révolte de 1647.

### Ouvrages liés à la pratique contemporaine
- CNCCB, Cahier A : Technique Bâton Fédéral, juin 2017 (lire en ligne)
- Fédération Française de SAVATE boxe française et Disciplines Associées, Cahier N°10 : Canne de combat et bâton, septembre 2005 (lire en ligne)
- Frédéric Morin, Une approche du bâton français (ISBN 979-10-699-1741-5, lire en ligne)